# Вимпели
Вимпели (фин. Vimpeli) — община в провинции Южная Остроботния, Финляндия. Общая площадь территории — 328,79 км², из которых 41,52 км² — вода.

## Демография
На 31 января 2011 года в общине Вимпели проживают 3258 человек: 1643 мужчин и 1615 женщин.
Финский язык является родным для 99,2% жителей, шведский — для 0,12%. Прочие языки являются родными для 0,68% жителей общины.
Возрастной состав населения:
- до 14 лет — 16,82%
- от 15 до 64 лет — 61,91%
- от 65 лет — 21,18%

Изменение численности населения по годам:
| Год  | Численность |
| ---- | ----------- |
| 1980 | 3679        |
| 1990 | 3834        |
| 2000 | 3553        |
| 2010 | 3255        |
| 2011 | 3258        |